# Shakin’ Hands
Shakin’ Hands – siódmy singel kanadyjskiego zespołu rockowego Nickelback, pochodzący, a zarazem promujący płytę „Dark Horse” wydaną w 2008 roku. Singel ukazał się jedynie w samych Stanach Zjednoczonych w formie singla radiowego, oraz digital download. Został wydany 16 listopada 2009 roku. Utwór trwa 3 minuty i 39 sekund, został zamieszczony na ósmej pozycji na krążku. Autorem tekstu do utworu jest wokalista grupy, Chad Kroeger. Muzykę skomponował wspólnie cały zespół, wraz z producentem płyty, Robertem Langiem. Jest to jedna z pięciu piosenek na płycie, w której udział kompozytorski ma Lange.

## Znaczenie tekstu
Tekst utworu bywa często kojarzony i porównywany z poprzednimi utworami grupy, „Animals”, „Figured You Out” oraz „Something in Your Mouth”, z powodu podtekstów seksualnych zawartych w tekście. Utwór opowiada o sprzedawaniu własnego ciała. Utwór utrzymany jest w mocnym hardrockowym brzmieniu, gdzie słychać jest mocne gitarowe riffy, oraz dość długie solo gitarowe. Należy do jednego z mocniejszych utworów zawartych na albumie.
Utwór ten, wraz z piosenką „Never Gonna Be Alone” zadebiutował na liście Canadian Hot 100, jeszcze zanim został wybrany na singel. Piosenka uplasowała się na 49 pozycji w Kanadzie, oraz na 34 na amerykańskiej liście Mainstream Rock Tracks.

## Utwór na koncertach
Premiera koncertowa utworu nastąpiła 3 kwietnia 2010 roku, podczas koncertu w Atlantic City w Stanach Zjednoczonych. Podczas koncertów, wokalista grupy Chad Kroeger zajmuje się tylko śpiewem, a partię gitary prowadzącej gra Tim Dawson, członek ekipy technicznej zespołu.

## Lista utworów na singlu
| Nr. |  | Tytuł           | Tekst        | Muzyka                | Długość |
| --- |  | --------------- | ------------ | --------------------- | ------- |
| 1.  |  | „Shakin’ Hands” | Chad Kroeger | Nickelback / R. Lange | 3:39    |
|     |  |                 |              |                       |         |

## Twórcy
Nickelback
- Chad Kroeger – śpiew, gitara rytmiczna, produkcja
- Ryan Peake – gitara prowadząca, wokal wspierający
- Mike Kroeger – gitara basowa
- Daniel Adair – perkusja, wokal wspierający

Produkcja
- Nagrywany: marzec – sierpień 2008 roku w „Mountain View Studios” (Abbotsford) Vancouver, Kolumbia Brytyjska
- Produkcja: Robert Lange, Chad Kroeger, Joe Moi
- Miks utworu: Randy Staub w „The Warehouse Studio” w Vancouver
- Inżynier dźwięku: Robert Lange oraz Joe Moi
- Asystent inżyniera dźwięku: Zach Blackstone
- Mastering: Ted Jensen w „Sterling Sound”
- Operator w studiu: Bradley Kind
- Obróbka cyfrowa: Olle Romo oraz Scott Cooke
- Zdjęcia: Chapman Baehler
- Projekt i wykonanie okładki: Jeff Chenault & Eleven 07
- A&R: Ron Burman

Pozostali
- Szef studia: Jason Perry
- Management: Bryan Coleman z Union Entertainment Group
- Pomysł okładki: Nickelback
- Aranżacja: Chad Kroeger, Ryan Peake, Mike Kroeger, Daniel Adair, Robert Lange
- Tekst piosenki: Chad Kroeger
- Wytwórnia: Roadrunner, EMI

## Notowania
| Lista (2008/2009)      | Pozycja |
| ---------------------- | ------- |
| Canadian Hot 100       | 49      |
| Mainstream Rock Tracks | 11      |
| Billboard Rock Songs   | 24      |